# Геммулы
Геммулы — гипотетические частицы наследственности, обеспечивающие наследование приобретённых организмом признаков в умозрительной «временной теории пангенезиса» Ч.Дарвина (1868 г.). Двигаясь с током крови, геммулы, согласно предположению Дарвина, собираются в половых элементах, и обеспечивают передачу информации в половые клетки об изменениях тела. Однако данная теория была в целом отвергнута после повторногo открытия законов Менделя.
В 1871 г. в своих опытах по проверке наличия геммул Фрэнсис Гальтон (двоюродный брат Ч.Дарвина), переливал кровь от тёмноокрашенных кроликов светлоокрашенным, и никакого влияния на окраску шерсти у потомства не обнаружил, Таким образом данная теория была отвергнута. Немецкий учёный А.Вейсман считал данную теорию переноса признаков, наряду с возможностью их переноса через нервную систему, «фантастической», отрицая тем самым и возможность наследования изменений.
Д. б. н. Александр Марков, комментируя гипотезу группы австралийских иммунологов, высказывает мнение: 

Если гипотеза австралийских иммунологов окажется правильной, это подтвердит не только справедливость идей Ламарка о наследовании приобретённых признаков, но и всеми позабытую и преданную анафеме теорию Дарвина о «геммулах» и «пангенезе». Ведь самодельные РНК-вирусы, образующиеся в лимфоцитах, по всем признакам и свойствам точно соответствуют «геммулам», существование которых предсказывал великий Дарвин.— Наследование приобретенных признаков
Кроме того, результаты исследований французских учёных, опубликованные в 2010 г., позволяют выдвинуть (с натяжкой) на роль геммул Дарвина, так называемые, микровезикулы — мембранные пузырьки размером от 30 нм до 1—4 мкм, повсеместно встречающиеся в жидких средах организма и до недавнего времени считавшиеся лишь побочным продуктом жизнедеятельности клеток.
Новым подтверждением теории геммул стало исследование итальянских ученых — они решили проверить, могут ли приобретенные признаки передаваться потомству посредством прямого переноса от соматических к половым клеткам специфических молекул РНК. Для этого мышам подкожно трансплантировали клетки меланомы человека со встроенным геном зеленого флуоресцирующего белка. Ожидания были оправданы: молекулы РНК чужеродного гена, нарабатывающиеся в трансплантированных клетках, обнаружились не только в крови подопытных животных, но и в их сперматозоидах. Таким образом, впервые наглядно продемонстрировано, что — как и предполагал Чарльз Дарвин в своей теории геммул и пангенезиса и вопреки теории о так называемом вейсмановском барьере — генетическая информация действительно может быть передана из соматических клеток в половые, по крайней мере в форме РНК.